# Madonna mit Kind (Batz-sur-Mer)

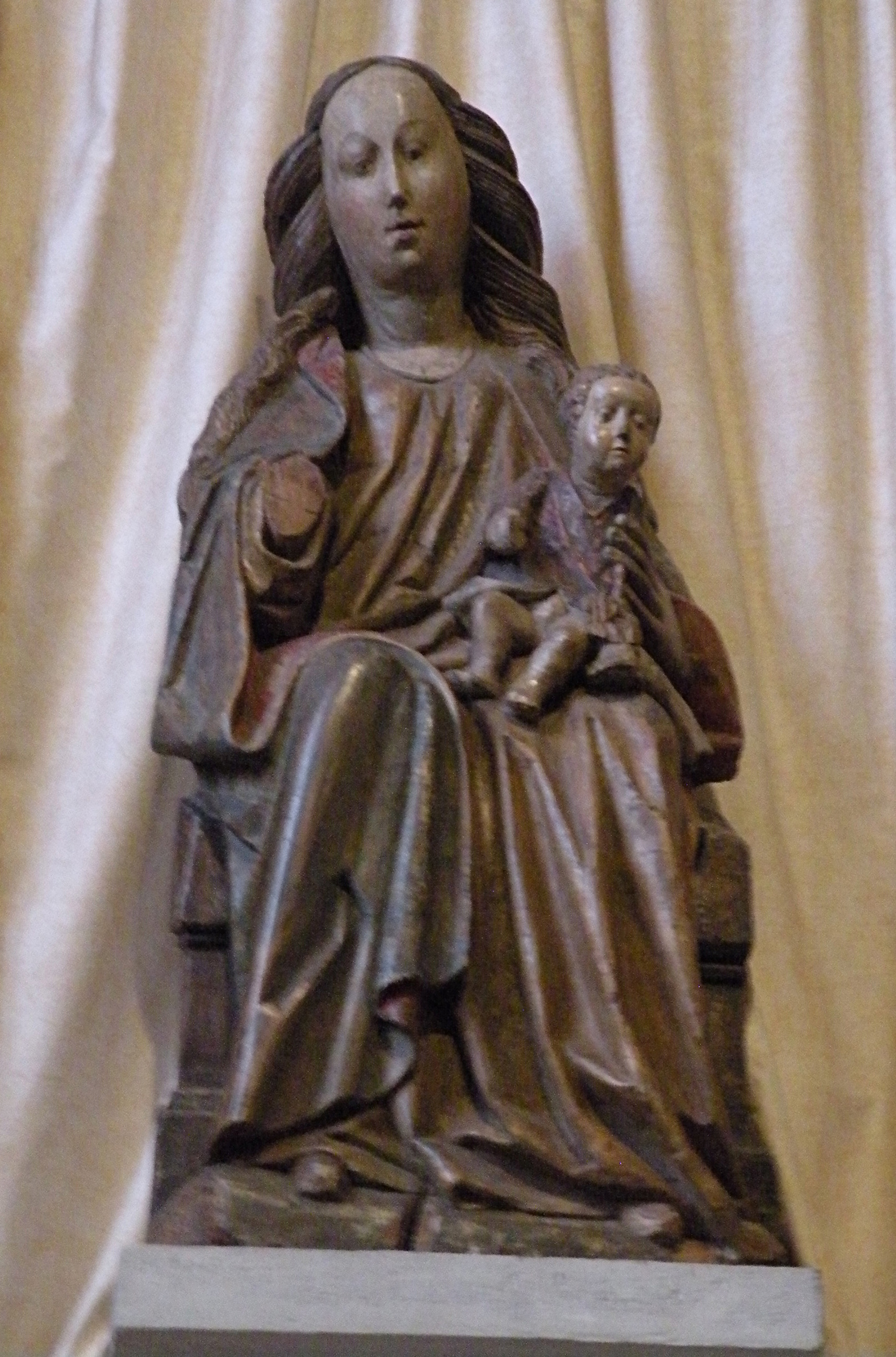
Madonna mit Kind in Batz-sur-Mer

Die Skulptur Madonna mit Kind (französisch als Notre-Dame-du-Précieux-Sang bezeichnet) in der Kirche St-Guénolé in Batz-sur-Mer, einer französischen Gemeinde im Département Loire-Atlantique der Region Pays de la Loire, wurde im 16. oder 17. Jahrhundert geschaffen. Im Jahr 1935 wurde die Skulptur als Monument historique in die Liste der denkmalgeschützten Objekte (Base Palissy) in Frankreich aufgenommen.
Die Skulptur aus Holz ist 1,05 Meter hoch und stammt ursprünglich aus der Kapelle Notre-Dame-du-Murier. Das Jesuskind sitzt auf dem Schoss der ebenfalls sitzenden Maria und wendet sein Gesicht in Richtung des Betrachters. Die vielen Falten von Marias Kleid geben ihrer Erscheinung eine Fülle. Die rechte Hand Marias fehlt.
Im Februar 1978 wurde die Skulptur gestohlen und 1981 bei einem niederländischen Kunsthändler wieder aufgefunden. Sie wurde von der Gemeinde Batz-sur-Mer gekauft und in der Kirche aufgestellt.